# Seznam ministrů pro správu a privatizaci národního majetku Slovenské republiky
Seznam ministrů pro správu a privatizaci národního majetku Slovenské republiky uvádí přehled všech ministrů tohoto resortu ve slovenské vládě.
| Portrét | Jméno                 | Nominovaný | Od                | Do                | Poznámka                                                  |
| ------- | --------------------- | ---------- | ----------------- | ----------------- | --------------------------------------------------------- |
|         | Augustín Marián Húska |            | 27. července 1990 | 22. dubna 1991    | Předseda Úřadu pro správu a privatizaci národního majetku |
|         | Ivan Mikloš           |            | 23. dubna 1991    | 24. června 1992   |                                                           |
|         | Ľubomír Dolgoš        |            | 24. června 1992   | 22. června 1993   |                                                           |
|         | Vladimír Mečiar       |            |                   |                   | Jako premiér zastával funkci ministra                     |
|         | Milan Janičina        |            | 15. března 1994   | 13. prosince 1994 |                                                           |
|         | Peter Bisák           |            | 13. prosince 1994 | 30. října 1998    |                                                           |
|         | Mária Machová         |            | 30. října 1998    | 15. října 2002    |                                                           |
|         | Robert Nemcsics       | ANO        | 15. října 2002    | 9. září 2003      | Ministr hospodářství                                      |